# Грефенгайніхен
Грефенгайніхен (нім. Gräfenhainichen) — місто в Німеччині, розташоване в землі Саксонія-Ангальт. Входить до складу району Віттенберг.
Площа — 158,90 км2. Населення становить 11 413 ос. (станом на 31 грудня 2021).